# Алексиане
Алексиа́не (или целли́ты) (лат. Congregatio Fratrum Cellitarum seu Alexianorum) — католический орден. Возник в начале XIV века на территории современной Бельгии во времена тяжёлых эпидемий чумы и изначально назывался cellites (целлиты) от cella (келья). Несколько мирян собралось под предводительством Тобиаса (фамилия не известна) для организации помощи пострадавшим от эпидемии. Постепенно движение алексиан распространилось на другие европейские страны, их деятельность последовательно была одобрена Григорием XI (1377 год), Бонифацием IX (1394 год) и Евгением IV (1431 год). С 1459 года вступающие в орден произносили обеты, а в 1472 году папа Сикст IV даровал ордену устав св. Августина. С этого времени алексиане носят чёрное монашеское одеяние с кожаным поясом. Наибольшим распространением орден пользовался в Германии.
Своим святым покровителем алексиане считают Алексия, человека Божия. Это название закрепилось за орденом с XVII века по церкви монастыря Мариенбер в Ахене. Алексиане опекали осуждённых на смерть, помогали психически больным, погребали умерших от чумы.
В 1941—1943 годах нацисты изгнали алексиан из госпиталей, во время Второй мировой войны многие владения братства были разрушены. С 1946—1950 годов главная кафедра алексиан находится в Сигнал-Маунтин (штат Теннесси, США). По данным Annuario Pontificio на 1997 год, в составе ордена было 124 человека.